# I. općinska nogometna liga Slavonski Brod 1986./87.
I. općinska nogometna liga Slavonski Brod za sezonu 1986./87.  je bila liga šestog stupnja nogometnog prvenstva Jugoslavije. 
 
Sudjelovalo je 14 klubova, a prvak je bio "Omladinac" iz Starog Topolja. 

## Ljestvica
| mj. | klub                     | ut. | pob. | ner. | por. | gol+ | gol- | bod |
| --- | ------------------------ | --- | ---- | ---- | ---- | ---- | ---- | --- |
| 1.  | Omladinac Staro Topolje  | 26  | 16   | 5    | 5    | 55   | 29   | 37  |
| 2.  | Mladost Sibinj           | 26  | 13   | 8    | 5    | 44   | 23   | 34  |
| 3.  | Gardun Garčin            | 26  | 10   | 11   | 5    | 32   | 25   | 31  |
| 4.  | Mladost Donja Bebrina    | 26  | 13   | 4    | 9    | 56   | 34   | 30  |
| 5.  | Omladinac Tomica         | 26  | 11   | 6    | 9    | 42   | 38   | 28  |
| 6.  | Posavina Velika Kopanica | 26  | 11   | 5    | 10   | 32   | 35   | 27  |
| 7.  | Graničar Stupnički Kuti  | 26  | 9    | 8    | 9    | 39   | 32   | 26  |
| 8.  | Dubrava Zadubravlje      | 26  | 7    | 12   | 7    | 33   | 39   | 26  |
| 9.  | Sloga Gundinci           | 26  | 8    | 7    | 11   | 45   | 39   | 23  |
| 10. | Omladinac Gornja Vrba    | 26  | 8    | 7    | 11   | 39   | 44   | 23  |
| 11. | Bratstvo Vranovci        | 26  | 4    | 13   | 9    | 31   | 44   | 21  |
| 12. | Sloga Gromačnik          | 26  | 6    | 9    | 11   | 35   | 56   | 21  |
| 13. | Slavonac Gornja Bebrina  | 26  | 7    | 6    | 13   | 32   | 49   | 20  |
| 14. | Slavonac Brodski Stupnik | 26  | 5    | 7    | 14   | 30   | 58   | 17  |

## Rezultatska križaljka
| kratica | klub                     | BRA | DUB | GAR | GRA | MLADB | MLAS | OMLGV | OMLST | OMLT | POS | SLABS | SLAGB | SLOGR | SLOGU |
| --- | ------------------------ | --- | --- | --- | --- | ----- | ---- | ----- | ----- | ---- | --- | ----- | ----- | ----- | ----- |
| BRA | Bratstvo Vranovci        |     |     |     |     |       |      |       |       |      |     |       |       |       |       |
| DUB | Dubrava Zadubravlje      |     |     |     |     |       |      |       |       |      |     |       |       |       |       |
| GAR | Gardun Garčin            |     |     |     |     |       |      |       |       |      |     |       |       |       |       |
| GRA | Graničar Stupnički Kuti  |     |     |     |     |       |      |       |       |      |     |       |       |       |       |
| MLADB | Mladost Donja Bebrina    |     |     |     |     |       |      |       |       |      |     |       |       |       |       |
| MLAS | Mladost Sibinj           |     |     |     |     |       |      |       |       |      |     |       |       |       |       |
| OMLGV | Omladinac Gornja Vrba    |     |     |     |     |       |      |       |       |      |     |       |       |       |       |
| OMLST | Omladinac Staro Topolje  |     |     |     |     |       |      |       |       |      |     |       |       |       |       |
| OMLT | Omladinac Tomica         |     |     |     |     |       |      |       |       |      |     |       |       |       |       |
| POS | Posavina Velika Kopanica |     |     |     |     |       |      |       |       |      |     |       |       |       |       |
| SLABS | Slavonac Brodski Stupnik |     |     |     |     |       |      |       |       |      |     |       |       |       |       |
| SLAGB | Slavonac Gornja Bebrina  |     |     |     |     |       |      |       |       |      |     |       |       |       |       |
| SLOGR | Sloga Gromačnik          |     |     |     |     |       |      |       |       |      |     |       |       |       |       |
| SLOGU | Sloga Gundinci           |     |     |     |     |       |      |       |       |      |     |       |       |       |       |
| |                          |     |     |     |     |       |      |       |       |      |     |       |       |       |       |
| podebljan rezultat - utakmice od 1. do 13. kola (1. utakmica između klubova) rezultat normalne debljine - utakmice od 14. do 26. kola (2. utakmica između klubova) rezultat nakošen - nije vidljiv redoslijed odigravanja međusobnih utakmica iz dostupnih izvora rezultat smanjen * - iz dostupnih izvora nije uočljiv domaćin susreta prekrižen rezultat - poništena ili brisana utakmica p - utakmica prekinuta 3:0 p.f. / 0:3 p.f. - rezultat 3:0 bez borbe |                          |     |     |     |     |       |      |       |       |      |     |       |       |       |       |

 Izvori: 